# 默觀
默觀（英語：Contemplation），基督教術語，意思是透過祈禱或默想，來感受到上帝的力量，是一種對於上帝，單純的直覺凝視，因此能夠看見上帝的神聖本質，在神秘主義與靈修有著重要的地位。

## 字根
它的字根來自於拉丁語：，意思是觀看、持續的注目。拉丁語：則源自於拉丁語：，它是在占卜之前，由占卜者劃出的空間，讓他可以在其中觀察神靈的力量。這個字譯自於希臘語：（Theoria），有割開、切斷的意思，是神聖與平凡人世之間的界線。